# Los hijos del rey
Los hijos del rey (título original en alemán: Königskinder) es una obra escénica con música de Engelbert Humperdinck de la que existen dos versiones: como un melodrama y como una ópera o más precisamente una Märchenoper. El libreto en alemán es de Elsa Bernstein, que escribió bajo el pseudónimo de Ernst Rosmer, adaptada de su obra del mismo título.

## Historia
En 1894, Heinrich Porges pidió a Humperdinck que escribiera música incidental para la obra de su hija Else. Humperdinck estaba interesado en hacer que la historia se hiciera una ópera pero puesto que Else Bernstein-Porges inicialmente lo rechazó él optó porque la obra se representara como un melodrama - esto es, con diálogo hablado al mismo tiempo con un telón de fondo musical. (La obra también incluía arias y coros de ópera, así como diálogo sin acompañamiento.) 
En los pasajes melodramáticos, Humperdinck diseñó una notación híbrida innovadora que exigía una entrega de texto en un punto entre el canto y el discurso.  Con esta notación, el cantante se esperaba que entregara una porción sustancial del texto con melodías aproximativas.
Esta versión fue representada por vez primera en el Hoftheater de Múnich, con Hedwig Schako como la chica oca, el 23 de enero de 1897 y disfrutó de cierto éxito. Sin embargo, Else Bernstein-Porges finalmente cedió en 1907 y se mostró conforme en que Humperdinck transformara la obra en ópera.
Los hijos del rey se estrenó en la Metropolitan Opera en Nueva York el 28 de diciembre de 1910, dirigida por Alfred Hertz, con Geraldine Farrar como la Chica-Oca, Hermann Jadlowker como el hijo del rey, Louise Homer como la bruja y Otto Goritz como el Violinista. Le siguió un estreno en Berlín el 14 de enero de 1911, dirigida por Leo Blech con Lola Artôt de Padilla como la Chica-Oca y Walter Kirchhoff como el hijo del rey. Aunque la obra queda en la sombra de Hansel y Gretel, con la que comparte un espíritu, es repuesta ocasionalmente y se ha grabado con fuertes repartos varias veces. Fue producido en el Festival de Wexford de 1986, en 1997 en la Ópera de Sarasota, en 2005 - 2007 en la Bayerische Staatsoper, y en 2007 en el Teatro de Ópera de Zúrich.
Esta ópera rara vez se representa en la actualidad; en las estadísticas de Operabase aparece con sólo 8 representaciones en el período 2005-2010.

## Personajes
| Personaje                  | Tesitura     | Reparto del estreno, 28 de diciembre de 1910 (Director: Alfred Hertz) |
| -------------------------- | ------------ | --------------------------------------------------------------------- |
| Chica-Oca (Gänsemagd)      | soprano      | Geraldine Farrar                                                      |
| Bruja (Hexe)               | contralto    | Louise Homer                                                          |
| Hijo del rey (Köningssohn) | tenor        | Hermann Jadlowker                                                     |
| Violinista (Spielmann)     | barítono     | Otto Goritz                                                           |
| Leñador                    | bajo         | Adamo Didur                                                           |
| Fabricante de escobas      | tenor        | Albert Reiss                                                          |
| Chica del establo          | contralto    | Marie Mattfeld                                                        |
| Hija de la posadero        | mezzosoprano | Florence Wickham                                                      |
| Primer guardián            | tenor        | Ernst Maran                                                           |
| Segundo guardián           | barítono     | William Hinshaw                                                       |
| Posadero                   | bajo         | Antonio Pini-Corsi                                                    |
| Primer niño                | soprano      | Edna Walter                                                           |
| Segundo niño               | soprano      | Lotte Engel                                                           |
| Consejero senior           | barítono     | Marcel Reiner                                                         |
| Sastre                     | tenor        | Julius Bayer                                                          |

## Grabaciones
- 1952: Möller-Siepermann/Ihme-Säbich/Anders/Dietrich Fischer-Dieskau, Orquesta de la Radiodifusión del Oeste de Alemania dirigida por Richard Kraus, grabado en vivo en Colonia, Walhall
- 1976: Helen Donath/Schwarz/Dallapozza/Hermann Prey, Orquesta de la Radiodifusión de Múnich dirigida por Heinz Wallberg, EMI
- 1996: Schellenberger/Schmiege/Moser-T/Henschel, Orquesta de la Radiodifusión de Múnich dirigida por Fabio Luisi, Calig
- 2005: Sala/Gubisch/Jonas Kaufmann/Roth, Orquesta Nacional de Montpelier dirigida por Armin Jordan, grabado en vivo en Montpellier, Accord
- 2007: Rey/Nikiteanu/Jonas Kaufmann/Widmer, Teatro de ópera de Zúrich dirigida por Ingo Metzmacher, vídeo de Zúrich, Encore
- 2008: Banse/Schnaut/Vogt/Christian Gerhaher, Orquesta Sinfónica Alemana, Berlín, dirigida por Ingo Metzmacher, grabada en vivo en Berlín, Premiere Opera